# Суламит
„Суламит“ е български игрален филм (драма) от 1997 година на режисьора Христо Христов, по сценарий на Христо Христов и Владо Даверов. Това е последнят филм на бележития режисьор и е определян от някои критици като „скандален“, от други като „мъдър и човечен“, а самият Христов го окачествява като „нестандартен“. Оператор е Христо Тотев. Музиката във филма е композирана от Виктор Чучков.

## Кратко описание на сюжета
Действието във филма се развива по време на война. Семинаристът е праволинеен, силен, мъжествен и е готов на всичко, за да постигне целите си. Маестрото е умен и възпитан, човек с опит, прозрял живота отвъд тленното и гледащ на злободневието през светлината на вечността. Двамата застават един срещу друг в борба за сърцето на крехката актриса Суламит.

## Актьорски състав
- Параскева Джукелова – Суламит
- Руси Чанев – Семинаристът
- Валентин Ганев – Маестрото
- Николай Бинев
- Татяна Томова
- Юлиан Ковалевски

## Награди
- Наградата за най-добра женска роля на Параскева Джукелова на МКФ „Любовта е лудост“, (Варна, 1997).
- Наградата за женска роля на Параскева Джукелова, (Карлово, 1997).
- Наградата на СБФД за операторска работа на Христо Тотев, (1997).
- Наградата на град (Сент Етиен, Франция, 1998).